# Фик (зона)
Фик (сомал. Fiiq) — одна из 9 зон региона Сомали, Эфиопия.

## География
Граничит с зоной Годе (на юге), зоной Дэгэх-Бур (на востоке) и с регионом Оромия (на западе и севере). Через территорию зоны протекает река Эррэр. Крупнейший город зоны также носит название Фик.

## Население
По данным Центрального статистического агентства Эфиопии на 2007 год население зоны составляет 348 409 человек, из них 196 604 мужчины и 151 805 женщин. 98,81 % населения составляют сомалийцы, оставшиеся 1,19 % представлены другими этническими группами. 98,81 % жителей зоны считают родным языком сомалийский, оставшиеся 1,19 % назвали другие языки в качестве родного. 99,27 % населения — мусульмане.
По данным прошлой переписи 1997 года население зоны насчитывало 233 431 человек, из них 130 455 мужчин и 102 976 женщин. 99,89 % составляли сомалийцы; 99,98 % назвали родным языком сомалийский. Только 1,33 % населения были грамотны.

## Административное деление
В административном отношении подразделяется на 5 районов (ворэд):
- Дихун
- Фик
- Гербо
- Хамэрро
- Сэгэг